# Matt Sorum
Matthew „Matt” William Sorum (ur. 19 listopada 1960 w Venice Beach w stanie Kalifornia) – amerykański perkusista.
Urodził się w angielsko-norweskiej rodzinie. Zainteresował się muzyką dzięki matce, nauczycielce muzyki, oraz starszym braciom, który zaznajomili go z twórczością Jimiego Hendriksa. W młodości był zafascynowany grą Ringo Starra, sam zaczął występować w okresie nauki w szkole średniej. Koncertował w klubach: Starwood, Whisky A Go Go i Central Club w West Hollywood, a także Jimmy’s i Ol’ Man River’s w Nowym Orleanie. W połowie lat 80. wrócił do Los Angeles i występował z artystami, takimi jak Shaun Cassidy, Belinda Carlisle, Solomon Burke, Tori Amos (w jej zespole Y Kant Tori Read) i The Jeff Paris Band, z którym w 1987 nagrał album. W latach 1988–1991 i 1999–2002 muzyk zespołu The Cult. W latach 1991–1997 perkusista zespołu Guns N’ Roses, jednocześnie w latach 1994–1995 muzyk zespołu Slash’s Snakepit. W latach 2003–2008 członek grupy Velvet Revolver, stworzonej przez Slasha i Duffa McKagana (byłych gitarzystów Guns N’ Roses) oraz wokalistę grupy Stone Temple Pilots Scotta Weilanda.

## Filmografia
- Lemmy (2010, film dokumentalny, reżyseria: Greg Olliver, Wes Orshoski)[2]
- Slash: Raised on the Sunset Strip (2014, film dokumentalny, reżyseria: Martyn Atkins)[3]
- The Life, Blood and Rhythm of Randy Castillo (2014, film dokumentalny, reżyseria: Wynn Ponder)[4]